# Großhabersdorf
Großhabersdorf är en kommun och ort i Landkreis Fürth i Regierungsbezirk Mittelfranken i förbundslandet Bayern i Tyskland.